# Khánh Thành, Yên Thành
Khánh Thành là một xã cũ thuộc huyện Yên Thành, tỉnh Nghệ An, Việt Nam.
Xã Khánh Thành có diện tích 5,49 km², dân số năm 2021 là 7928 người, mật độ dân số đạt 1.444 người/km².
Xã Khánh Thành đã sáp nhập thành xã Vân Tụ, hiện nay không còn trên hành chính
Nhưng các cơ sở như Trường THCS Khánh Thành và PTCS Khánh Thành vẫn còn và trạm xá Khánh Thành.